# Juan Narváez
Juan José Narváez Solarte (Pasto, 12 januari 1995) is een Colombiaans voetballer die bij voorkeur als aanvaller speelt. Hij stroomde in 2013 door vanuit de jeugd van Real Madrid.

## Clubcarrière
Juan Narváez debuteerde op zestienjarige leeftijd voor Deportivo Pasto in de Colombiaanse voetbalcompetitie. Eind 2011 onderging hij een proefperiode bij Tottenham Hotspur. 
In november 2012 trok hij naar Real Madrid. Op 10 oktober 2013 debuteerde hij voor Real Madrid Castilla in de Segunda División tegen Deportivo Alavés. Hij viel twee minuten voor affluiten in voor Raúl de Tomás. Op 23 oktober 2013 scoorde hij vier doelpunten in de UEFA Youth League tegen Juventus.
Begin seizoen 2016-2017 tekende hij een driejarig contract bij Real Betis, waar hij eerst bij het B-elftal werd ingedeeld.  Vanaf seizoen 2017-2018 speelde hij verschillende wedstrijden bij het A-team.  Op 29 januari 2018 werd hij tot het einde van het seizoen uitgeleend aan Córdoba CF, een ploeg uit de Segunda División A. Ondere andere dankzij zijn doelpunt tijdens de met 3-0 gewonnen laatste competitiewedstrijd tegen Sporting Gijón kon de ploeg uit Córdoba haar behoud verzekeren.  Het daaropvolgend seizoen werd hij weer uitgehuurd aan een ploeg uit de Segunda División A, UD Almería.  Zijn eerste officiële wedstrijd speelde hij op 3 september 2018 tijdens de verloren thuiswedstrijd tegen Malaga CF en zijn eerste doelpunt scoorde hij op 13 oktober tijdens de met 3-0 gewonnen wedstrijd tegen UD Las Palmas.  Aan deze laatstegenoemde ploeg werd hij het daaropvolgend seizoen uitgeleend.  Bij deze ploeg debuteerde hij op 14 september 2019 tijdens de met 0-3 verloren thuiswedstrijd tegen UD Almería.  Zijn eerste doelpunt viel op 17 november tijdens het 2-1 uitverlies bij CD Mirandés.
Op het einde van het seizoen 2019-2020 werd zijn contract niet meer verlengd door Betis, en daarom stapte hij over naar Real Zaragoza, ook een ploeg uit de Segunda División A.  Hij tekende er een contract van drie seizoenen.  Zijn eerste wedstrijd speelde hij op 26 september tegen zijn voorgaande ploeg en eindigde op een 2-2 gelijkspel.  Er moest tot 11 oktober gewacht worden om zijn eerste doelpunt te noteren.  Hij scoordde tijdens de 88ste minuut het winnende doelpunt tegen Albacete Balompié. Na het einde van het tweede seizoen werd zijn contract met wederzijdse goedkeuring ontbonden.
Op 1 september 2022 tekende hij een tweejarig contract bij Real Valladolid, een ploeg uit de Primera División.  Na de heenronde werd hij echter reeds uitgeleend aan  CD Leganés, een ploeg uit de Segunda División A.  Na deze uitleenbeurt keerde hij terug naar de ploeg uit Valladolid, die ondertussen gedegradeerd was. Maar op 23 augustus 2023 ontbond de speler zijn contract.
Enkele uren later tekende hij voor twee seizoenen bij Segunda División A ploeg FC Cartagena.  Zijn prestaties tijdens het eerste seizoen waren teleurstellend met twee doelpunten uit drieëndertig wedstrijden, waarvan hij veertien in de basisopstelling startte.  Daarom melde sportdirecteur Manuel Breis, dat hij tijdens de voorbereiding van het seizoen 2024-2025, zijn niveau moest verbeteren.  Zou dit niet gebeuren dan zou zijn contract ontbonden worden.  Aangezien er door blessureleed geen niveau verbetering kwam, werd op 9 augustus 2024 in onderling overleg besloten om het contract van één seizoen in samenspraak te ontbinden.
Het duurde tot 2 september 2024 totadat hij onderdak vond bij Al-Jabalain FC, een ploeg uit de tweede afdeling van het Saudisch voetbal.